# شاكر العليان
شاكر العليان لاعب كرة قدم سعودي سابق. هو شاكر شجاع العليان مواليد 1972 في العاصة الرياض وسط السعودية سبق له حراسة مرمى نادي النصر والمنتخب السعودي.

## مسيرته
تدرج في درجتي الناشئين والشباب في نادي النصر. وبدأ في موسم 1410 تمثيل الفريق النصراوي الأول وحقق العديد من البطولات مع نادي النصر السعودي أبرزها كأس الملك 90م وبطولة الدوري 94 و95م وكأس الخليج 95 و96م.

## مع المنتخب السعودي
- شارك مع المنتخب السعودي للناشئين الحاصل على كأس العالم للناشئين في أسكتلندا 1989م .
- شارك مع المنتخب السعودي الأول في كأس آسيا للمنتخبات 1992م في اليابان وحقق جائزة أفضل حارس .

## إعتزاله
اعتزل في عام 1998م.

## قصر القامة
يعتبر شاكر العليان من أشهر حراس المرمى في قصر القامة ولكن ذلك لم يمنعه من الإبداع والنجومية .